# Núcleo interno
O núcleo interno é  a parte mais interna da Terra, formado principalmente por ferro e níquel. Experimentos revelaram a estimativa do núcleo interno sólido do planeta, colocando-o entre 1 bilhão e 1,3 bilhão de anos. A temperatura do núcleo é de  cerca de 5 mil graus Celsius. Mesmo com as altas temperaturas, o núcleo interno é sólido. O núcleo interno da Terra parece ter outro núcleo ainda mais interno.

## Descoberta
A sismóloga dinamarquesa Inge Lehmann descobriu que a Terra tinha um núcleo interno sólido distinto de seu núcleo externo derretido em 1936.

## Idade
As teorias sobre a idade do núcleo fazem necessariamente parte das teorias da história da Terra como um todo. Este tem sido um tópico muito debatido e ainda está sendo discutido hoje. É amplamente aceito que o núcleo interno sólido da Terra se formou a partir de um núcleo inicialmente totalmente líquido à medida que a Terra esfriava. No entanto, ainda não há evidências firmes de quando esse processo começou.

## Composição
Não há evidências diretas ainda sobre a composição do núcleo interno. No entanto, com base na prevalência relativa de vários elementos químicos no Sistema Solar, a teoria da formação planetária e as restrições impostas ou implícitas pela química do resto do volume da Terra, acredita-se que o núcleo interno consiste principalmente de uma liga ferro-níquel.

## Estrutura
Muitos cientistas inicialmente esperavam que o núcleo interno fosse homogêneo, porque o mesmo processo deveria ter continuado uniformemente ao longo de sua formação. Foi até sugerido que o núcleo interno da Terra poderia ser um único cristal de ferro.

## Desenvolvimento
Acredita-se que o núcleo interno da Terra cresça lentamente à medida que o núcleo externo líquido na fronteira com o núcleo interno esfria e se solidifica devido ao resfriamento gradual do interior da Terra (aproximadamente 100 graus Celsius por trilhão de anos).
| Corte do interior terrestre, do núcleo para a exosfera. Sem escala. | Profundidade km | Camada           | Densidade g/cm³ |
| ------------------------------------------------------------------- | --------------- | ---------------- | --------------- |
| Corte do interior terrestre, do núcleo para a exosfera. Sem escala. | 0–60            | Litosfera        | —               |
| Corte do interior terrestre, do núcleo para a exosfera. Sem escala. | 0–35            | … Crosta         | 2.2–2.9         |
| Corte do interior terrestre, do núcleo para a exosfera. Sem escala. | 35–60           | … Manto superior | 3.4–4.4         |
| Corte do interior terrestre, do núcleo para a exosfera. Sem escala. | 35–2890         | Manto            | 3.4–5.6         |
| Corte do interior terrestre, do núcleo para a exosfera. Sem escala. | 100–700         | … Astenosfera    | —               |
| Corte do interior terrestre, do núcleo para a exosfera. Sem escala. | 2890–5100       | Núcleo externo   | 9.9–12.2        |
| Corte do interior terrestre, do núcleo para a exosfera. Sem escala. | 5100–6378       | Núcleo interno   | 12.8–13.1       |